# На-То (САУ)
Type 5 «Na-To» (или Тип 5 «На-То») — японская противотанковая САУ класса легких истребителей танков, разрабатываемого и испытываемого Японской империей в конце Второй мировой войны, в 1945 году.

## История создания

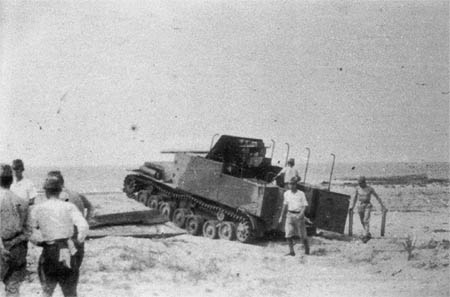
Истребитель танков Тип 5 На-То на испытаниях

К концу сражений на Тихоокеанском театре военных действий японским военачальникам стало понятно, что японской армии нечего противопоставить новой бронетехнике союзников, обладавшей мощным бронированием. Необходимо было создать усовершенствованную версию противотанковой САУ «Хо-Ни III». Новая машина должна сочетать в себе мобильность и большую огневую мощь, но в то же время быть максимальной простой и дешёвой в производстве. Проект новой САУ был подготовлен в 1945 году. Последовавший заказ на 200 машин требовалось выполнить в том же году. Но производство машин в данных количествах оказалось невозможным из-за дефицита материалов. К тому же, стратегические бомбардировки промышленных объектов на территории Японии сильно помешали бы этим планам. К концу войны испытания истребителя танков завершены не были.

## Конструкция
Противотанковая САУ использовала шасси тягача Тип 4 «Чи-Со». 75-миллиметровое орудие Тип 5, используемое на танке «Чи-То» и устанавливаемое на шасси машины, имело бронещиток, обеспечивавший дополнительную защиту экипажа. Рубка имела открытую заднюю часть. Для защиты от вражеской пехоты в специальном «гнезде» мог устанавливаться 7,7-миллиметровый пулемёт. Хотя бронирование новой машины было откровенно слабым, её небольшой вес для подобного класса танков позволял набирать большую скорость, что теоретически давало возможность экипажу шанс на быструю смену огневой позиции на поле боя.

## Эксплуатация
В начале 1945 года был построен первый опытный образец, однако серийное строительство задерживалось. В итоге, было построено ещё два экземпляра. Истребители танков планировалось использовать в оборонительных сражениях на Японских островах, однако в боевых действиях САУ участия не принимали и впоследствии были захвачены американцами.